# Calvarrasa de Abajo
Calvarrasa de Abajo – gmina w Hiszpanii, w prowincji Salamanka, w Kastylii i León, o powierzchni 28,16 km². W 2011 roku gmina liczyła 1146 mieszkańców.